# Hisako Higuchi
Hisako Higuchi (jap. 樋口久子 Higuchi Hisako; ur. 13 października 1945 w Kawagoe, prefektura Saitama), golfistka japońska.
Hisako Higuchi, o przydomku Chako, jest pierwszą (i jedyną) Japonką z tytułem wielkoszlemowym. W 1977 wygrała turniej LPGA Championship w Wilmington (Delaware). Trenowała pod kierunkiem Torakichiego Nakamury, zdobywcy Pucharu Świata w 1957. W gronie golfistek zawodowych występowała od 1967, wygrywając łącznie 69 imprez w ramach cyklu rozgrywek LPGA of Japan Tour. Dominowała w latach 70. w kobiecym golfie japońskim razem z Ayako Okamoto. Wygrała również m.in. Australian Open w 1974.
W 1996 została prezydentem LPGA of Japan Tour. W 2003 jako pierwsza Japonka trafiła do World Golf Hall of Fame.
Zwycięstwa wielkoszlemowe:
- 1977 LPGA Championship